# La locomotiva
La locomotiva è un brano musicale del cantautore italiano Francesco Guccini, compreso nell'album Radici del 1972. 
È probabilmente la ballata più popolare di Guccini, il quale, da quando è stata composta, abitualmente la propone come ultimo brano di ogni suo concerto.

## Gli avvenimenti

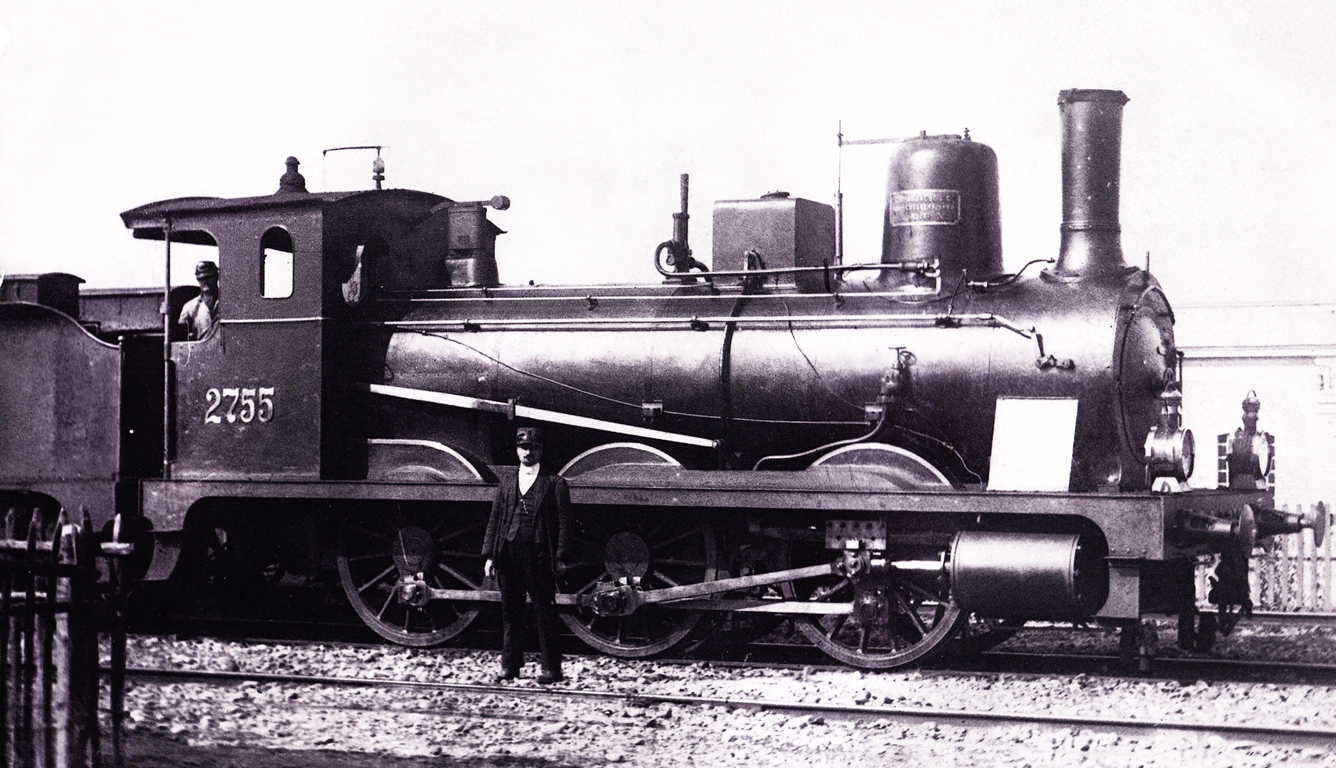
Una locomotiva FS 270, simile a quella coinvolta nel fatto.

La canzone, di notevole durata (più di 8 minuti), è direttamente ispirata a un fatto realmente accaduto, raccontato con alcuni adattamenti poetici, che ebbe come protagonista il macchinista (fuochista) anarchico Pietro Rigosi. Poco prima delle ore 17 del 20 luglio 1893 Rigosi, che all'epoca aveva 28 anni ed era sposato e padre di due bambine di tre anni e dieci mesi, si impadronì di una locomotiva sganciata da un treno merci nei pressi della stazione di Poggio Renatico, dove lavorava, e la diresse alla velocità di 50 km/h, che per quei tempi era notevole, verso la stazione di Bologna. Il personale tecnico delle ferrovie deviò la corsa della locomotiva su un binario morto, dove la locomotiva si schiantò contro alcune carrozze in sosta. L'impatto fu estremamente violento e l'uomo venne sbalzato fuori; gli venne amputata una gamba e rimase sfigurato in viso, ma sopravvisse. Dopo due mesi venne dimesso dall'ospedale ed esonerato dal servizio in ferrovia per motivi di salute (e non licenziato in tronco).
I motivi che spinsero l'uomo a questo gesto non sono mai stati del tutto chiariti, ma le sue idee profondamente anarchiche ed il fatto che dopo il ricovero in ospedale Rigosi avrebbe dichiarato «Che importa morire? Meglio morire che essere legato!» convinsero l'opinione pubblica che si trattasse di un gesto di protesta contro le dure condizioni di vita e di lavoro di quegli anni e contro l'ingiustizia sociale, che si manifestava in ogni situazione, ad esempio nel mondo del trasporto ferroviario (che Rigosi aveva quotidianamente modo di osservare nel suo lavoro), in cui le carrozze di prima classe erano comode e confortevoli, mentre quelle delle classi inferiori erano fatiscenti e scomode. Gran parte dei giornali dell'epoca liquidò la vicenda definendola un puro atto di pazzia.
Guccini venne a conoscenza di questa vicenda leggendo il libro Trent'anni d’officina di Mario Bianconi e la approfondì parlando con il suo vicino di casa, l'ex-calzolaio Paolo Mignani (al quale è dedicata la canzone Il pensionato). L'artista modenese ha più volte dichiarato di aver scritto il lungo testo della canzone in circa venti minuti. Guccini colse il significato anarchico del gesto e, immaginando l'uomo come un eroe proletario, riadattò la vicenda per crearne un pezzo importante e significativo per questa determinata corrente di pensiero, della quale Guccini è da sempre un fervente sostenitore, e fece diventare il personaggio di Rigosi simbolo della lotta di classe. Nonostante Guccini stesso abbia spiegato che La locomotiva è ispirata a questa vicenda, il testo del brano non fa riferimento esplicito alla figura di Rigosi, in quanto chi canta afferma di non conoscere il nome, l'aspetto fisico, la voce e l'età del protagonista e di immaginarlo come un giovane di bell'aspetto, come popolarmente sono considerati tutti gli eroi.
Nel 2000 lo scultore genovese Alfonso Gialdini ha realizzato una scultura per celebrare La locomotiva. L'opera, realizzata in legno di rovere e marmo, si trova a Genova.

## Cover
- Nel 1996 i Modena City Ramblers hanno reinciso una versione de La locomotiva nell'album La grande famiglia, con la partecipazione dei Gang. Il brano è riarrangiato con l'aggiunta, rispetto alla versione originale, di due riff strumentali, uno tratto da Transmetropolitan dei Pogues e l'altro da un'aria tradizionale irlandese di origine non nota.
- Una versione in russo è stata realizzata dal gruppo folk russo The Dartz.
- Nel 2012 il gruppo spagnolo Baraca Folk ha realizzato una versione de La locomotiva nell'album Rellotges de Sol.